# OpenMandriva Lx
OpenMandriva Lx es una distribución Linux bifurcación de Mandriva Linux. Es mantenido por la OpenMandriva Association.

## Historia

### Origen de la distribución
OpenMandriva Lx es una distribución Linux comunitaria. Originalmente una ofrecimiento de Mandriva Linux, el producto OpenMandriva se creó en mayo de 2012, cuando Mandriva S.A. evitó la bancarrota al dejar el desarrollo de su producto de consumo a la comunidad de Mandriva.
La primera versión estable (OpenMandriva Lx 2013 "Oxygen") se lanzó a finales de 2013.

### OpenMandriva Association
La OpenMandriva Association se estableció el 12 de diciembre de 2012 bajo la ley francesa de 1901, para representar a la comunidad OpenMandriva. Administra proyectos de software libre, incluido OpenMandriva Lx.

### Entorno de desarrollo de OpenMandriva Lx
El entorno de desarrollo de OpenMandriva Lx es una Granja de compilación automatizada, Automated Build Farm (ABF) (en inglés), que puede administrar los códigos fuente y compilarlos en archivos binarios. También la ABF crea el repositorio de paquetes y las imágenes ISO.

## Versiones
A fines de 2013, se lanzó la primera versión de OpenMandriva Lx. Estaba basado en Mandriva Linux 2011, que en sí mismo era una fusión de ROSA Linux y Mandriva SA.
OpenMandriva Lx 2014 "Phosphorus" se lanzó el 1 de mayo de 2014. El lanzamiento tuvo una crítica muy positiva de uno de los fundadores de la distribución inicial de Mandrake Linux, Gaël Duval.
OpenMandriva Lx 2014.2, con nombre en código "The Scion", una versión de corrección de errores para 2014.1, se lanzó el 29 de junio de 2015.
Durante 2015, OpenMandriva lanzó una versión alfa de OpenMandriva Lx 2015. Como el sistema operativo se desarrolló durante todo el año 2015, en 2016, la versión se lanzó como OpenMandriva Lx 3.0 Beta. Esta nueva versión vino con cambios significativos en el sistema central; entre otras cosas, fue la primera distribución de escritorio de Linux que se creó completamente con el compilador Clang en lugar de GCC.
En agosto de 2016 se lanzó una versión estable y final de OpenMandriva Lx 3.0, seguido de 3.01 en diciembre de 2016 y 3.02 en junio de 2017. A esto le siguió OpenMandriva Lx 3.03, que se lanzó en noviembre de 2017.
Después de lanzar OpenMandriva Lx 3.03, los desarrolladores de OpenMandriva Lx comenzaron a eliminar el soporte de la arquitectura del procesador i586 en OpenMandriva Lx 4.0.
El desarrollo de OpenMandriva Lx 4.0 continuó durante dos años después del lanzamiento de Lx 3.03.
La versión estable de OpenMandriva Lx 4.0 llegó en junio de 2019. Entre muchos otros cambios, esta versión se destaca por cambiar al administrador de paquetes DNF, incluyendo dnfdragora de Mageia para reemplazar rpmdrake.
OpenMandriva Lx 4.3 se lanzó en febrero de 2022. Uno de los cambios notables en esta versión es que PipeWire se convirtió en el servidor de sonido predeterminado de Mandriva en sustitución de PulseAudio.

### Historial de versiones
| Versión                                                                   | Nombre código | Fecha de lanzamiento | Fecha de fin de vida                      | Versión del núcleo |
| ------------------------------------------------------------------------- | ------------- | -------------------- | ----------------------------------------- | ------------------ |
| 2013.0                                                                    | Oxygen        | 2013-11-22           | 2014-05-28                                | 3.11.8             |
| 2014.0                                                                    | Phosphorus    | 2014-05-09           | 2017-11-21                                | 3.13.11            |
| 2014.1                                                                    | Phosphorus    | 2014-10-26           | 2017-11-21                                | 3.15.10            |
| 2014.2                                                                    | The Scion     | 2015-06-29           | 2017-11-21                                | 3.18.12            |
| 3.0                                                                       | Einsteinium   | 2016-08-14           |                                           | 4.6.5              |
| 3.01                                                                      | Einsteinium   | 2016-12-25           |                                           | 4.9.0              |
| 3.02                                                                      | Einsteinium   | 2017-06-21           |                                           | 4.11.3             |
| 3.03                                                                      | Einsteinium   | 2017-11-21           |                                           | 4.13.12            |
| 4.0                                                                       | Nitrogen      | 2019-06-16           |                                           | 5.1.9              |
| 4.1                                                                       | Nitrogen      | 2020-02-01           |                                           | 5.5.5              |
| 4.2                                                                       | Argon         | 2021-02-12           | 2022-03-31                                | 5.10.14            |
| 4.3                                                                       | Dysprosium    | 2022-02-07           | 2023-12-31                                | 5.16.7             |
| 5.0                                                                       | Iodine        | 2023-11-25           | 1 mes después de la siguiente publicación | 6.6.2              |
| ROME                                                                      | ROME          | 2023-01-07           | rolling release                           | 6.3.x              |
| Leyenda:Versión antiguaVersión antigua, con soporte técnicoÚltima versión |               |                      |                                           |                    |

### Versiones de desarrollo
| Versión                   | Fecha de Lanzamiento    | Versión del Núcleo Linux |
| ------------------------- | ----------------------- | ------------------------ |
| 4.1 RC1                   | 28 de enero de 2020     | 5.5.0                    |
| 4.1 Alpha                 | 10 de noviembre de 2019 | 5.3.9                    |
| 4.0 RC                    | 12 de mayo de 2019      | 5.1.0                    |
| 4.0 Beta                  | 9 de febrero de 2019    | 4.20.4                   |
| 4.0 Major Release Alpha 1 | 25 de diciembre de 2018 | 4.19.8                   |
| 4.0 Alpha                 | 6 de septiembre de 2018 | 4.18                     |
| 3.0 RC1                   | 19 de julio de 2016     | 4.6.4                    |
| 3.0 Beta 2                | 27 de junio de 2016     | 4.6.2                    |
| 3.0 Beta 1                | 6 de abril de 2016      |                          |
| 3.0 Alpha                 | 24 de abril de 2015     | 3.18.11                  |
| 3.0 Pre-Alpha             | 3 de febrero de 2015    |                          |
| 2014.0 RC1                | 18 de abril de 2014     | 3.13.10                  |
| 2014.0 Beta               | 24 de marzo de 2014     | 3.13.6                   |
| 2014.0 Alpha 2            | 28 de febrero de 2014   | 3.12.13                  |
| 2014.0 Alpha              | 31 de enero de 2014     | 3.12.8                   |

### OpenMandriva Lx 2013.0
OpenMandriva Lx 2013.0 se lanzó el 22 de noviembre de 2013 con el nombre en clave "Oxygen".
Esta versión fue la primera versión de OpenMandriva Lx y fue la bifurcación de Mandriva Linux 2011.0. La versión incluye KDE 4.11.2. El menú en OpenMandriva Lx 2013.0 era SimpleWelcome, y también esta versión incluía el reproductor multimedia ROSA Media Player 1.6, Mozilla Firefox 25.0, LibreOffice 4.1.3 y el kernel Linux 3.11.6..

### OpenMandriva Lx 4.0
OpenMandriva Lx 4.0 admitirá las arquitecturas ARM64 (aarch64) y ARM v7 (armv7hnl). Después de llegar a la placa RISC-V, OpenMandriva comenzará a portar la distribución a las CPU de código abierto.
La primera versión alfa de OpenMandriva Lx 4.0 se lanzó el 6 de septiembre de 2018.
OpenMandriva Lx 4.0 Major Release Alpha 1 se lanzó el 25 de diciembre de 2018, la Beta se lanzó el 9 de febrero de 2019 y Release Candidate se publicó el 12 de mayo de 2019.
El lanzamiento final de OpenMandriva Lx 4.0 se anunció el 16 de junio de 2019.
En esta versión, OpenMandriva Association anunció que OpenMandriva Lx 4.0 ha cambiado a RPMv4 y DNF ha reemplazado a urpmi. Debido a eso, rpmdrake fue reemplazado por dnfdragora.

### OpenMandriva ROME
El 7 de enero de 2023 fue lanzada la primera versión "rolling release" de Mandriva, donde ROME significa "Rolling OpenMandriva Edition".

## Capturas de pantalla

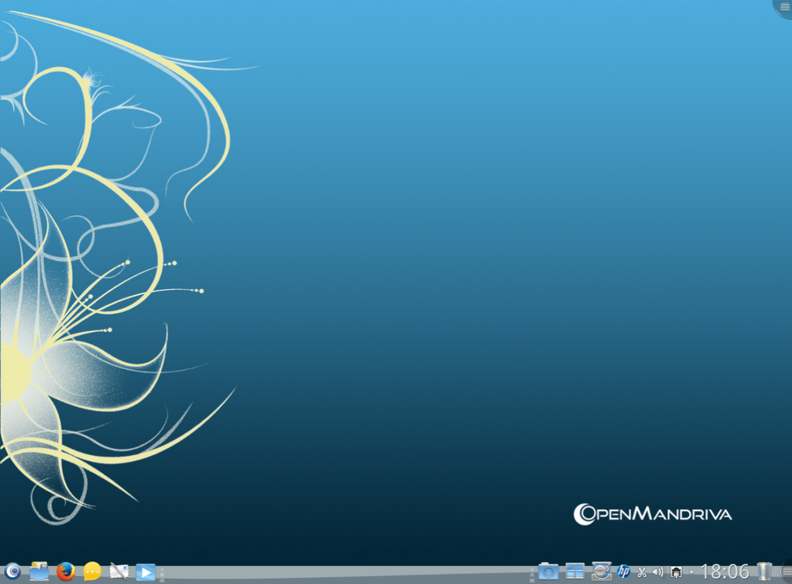
OpenMandriva Lx 2013.0
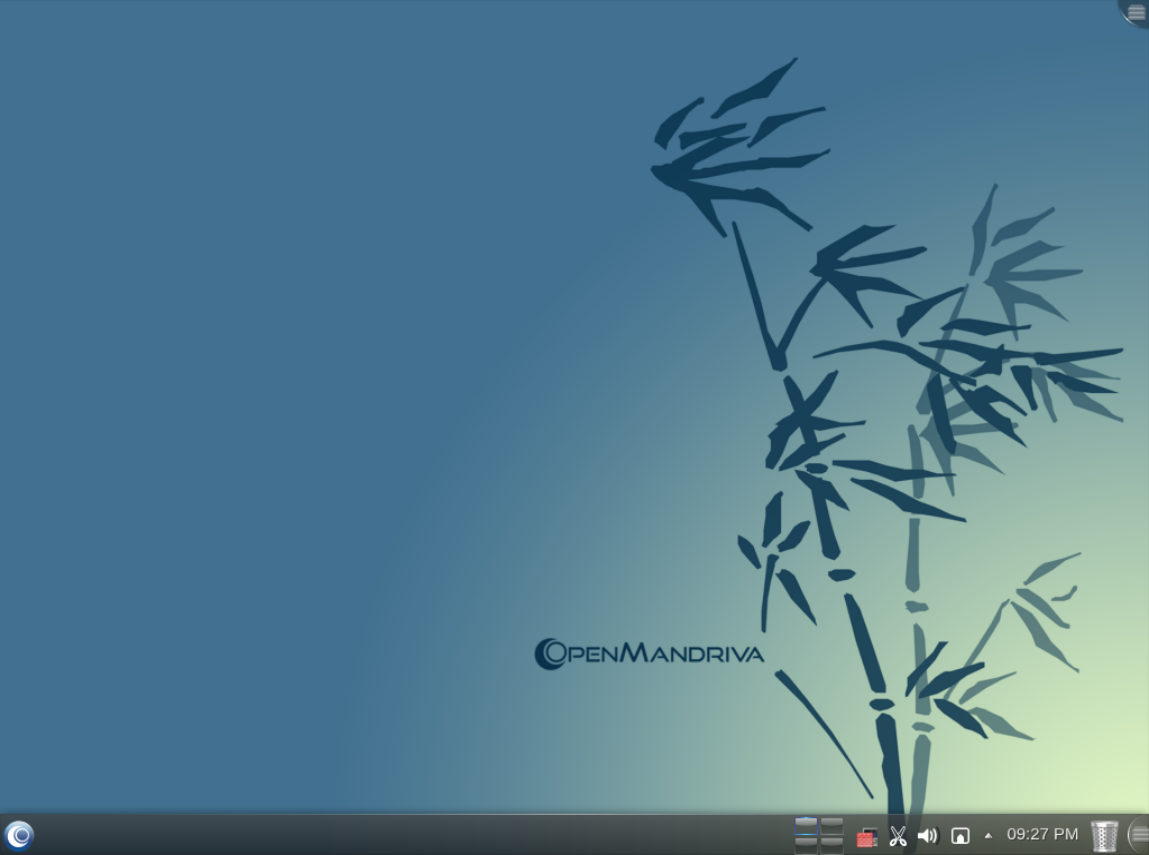
OpenMandriva Lx 2014.0
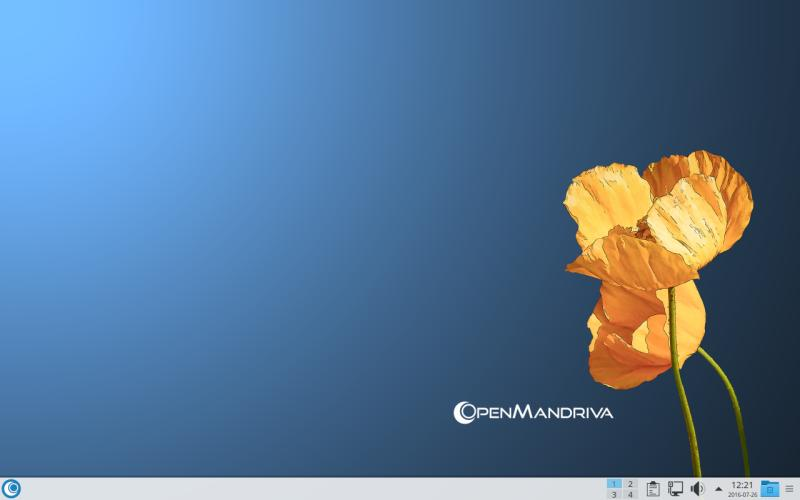
OpenMandriva Lx 3.0
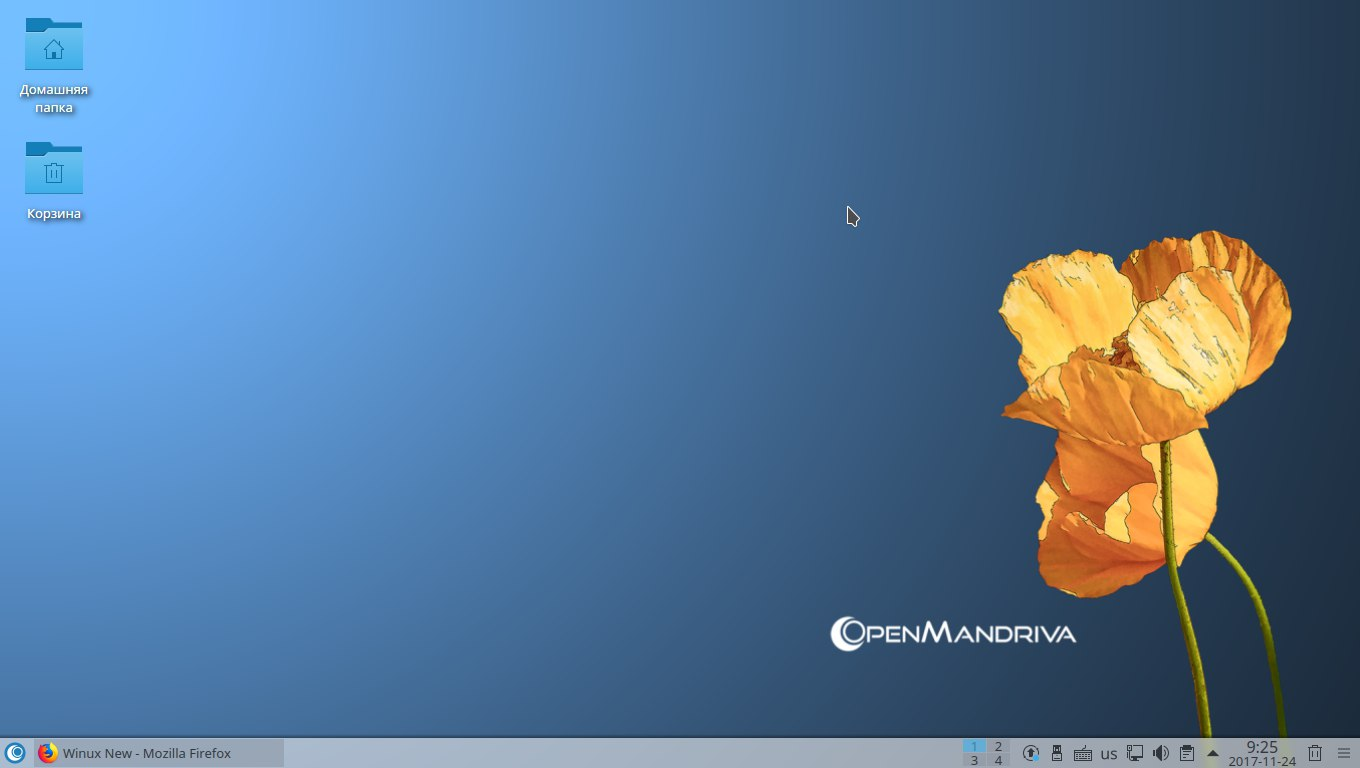
OpenMandriva Lx 3.03

### Más capturas de pantalla
- OpenMandriva Gallery
- OpenMandriva Lx 4.0 screenshots